# Neil Parish

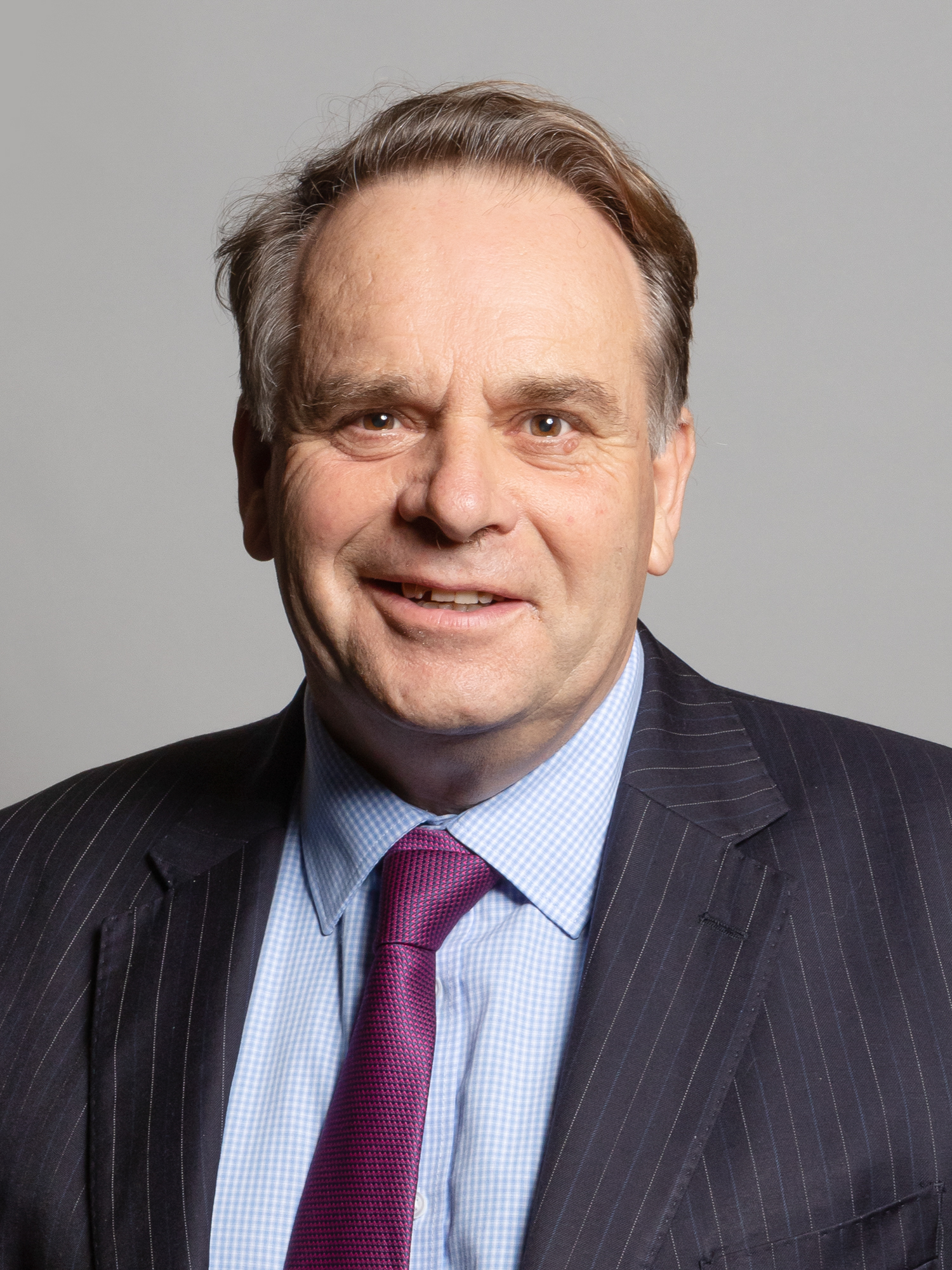
Neil Parish

Neil Parish (* 26. Mai 1956 in Bridgwater, Somerset) ist ein britischer Politiker der Konservativen Partei und war von 2010 bis 2022 Mitglied des House of Commons. Zuvor war er von 1999 bis 2009 Mitglied des Europäischen Parlaments.
Parish arbeitete zunächst als Landwirt im Somerset und trat über verschiedene kommunale Ämter in die Politik ein. Nach seiner Wahl ins Europäische Parlament bei der Europawahl 1999 wurde er 2001 Sprecher der christdemokratisch-konservativen Fraktion EVP-ED in Landwirtschaftsfragen sowie Mitglied des Fraktionsvorstands. 2007 wurde er Vorsitzender des Ausschusses für Landwirtschaft und ländliche Entwicklung, außerdem war er Mitglied im Ausschuss für Fischerei.
Nach der Europawahl 2009 schied Parish aus dem Europäischen Parlament aus. Ein Jahr später gewann er bei den britischen Unterhauswahlen 2010 den Wahlkreis Tiverton and Honiton im Südwesten Englands (Devon), den er seitdem als Abgeordneter vertritt.
Beim „Brexit“-Referendum 2016 stimmte Parish gegen den EU-Austritt des Vereinigten Königreichs und gehörte bei den sich anschließenden  parlamentarischen Beratungen zu den „Rebellen“ seiner Partei, die für den Verbleib in der EU stritten. Er votierte gegen die Legalisierung der gleichgeschlechtlichen Ehe im Vereinigten Königreich durch die damalige Regierung David Cameron 2013.
Neil Parish ist verheiratet und hat einen Sohn und eine Tochter.
Ende April 2022 machte Parish Negativschlagzeilen, als ihm zwei Kolleginnen vorwarfen, während Unterhaussitzungen auf seinem Handy pornografische Inhalte angesehen zu haben. Er wurde daraufhin aus der Fraktion ausgeschlossen und die Beauftragte für parlamentarische Normen (parliamentary standards commissioner) mit der Untersuchung der Vorwürfe beauftragt. Am 30. April 2022 erklärte Parish, er werde sein Parlamentsmandat niederlegen.